# Powiat brasławski (Imperium Rosyjskie)
Powiat lub ujezd brasławski – jednostka administracyjna poziomu ujezdu istniejąca w latach 1795–1835 w guberni wileńskiej Imperium Rosyjskiego.

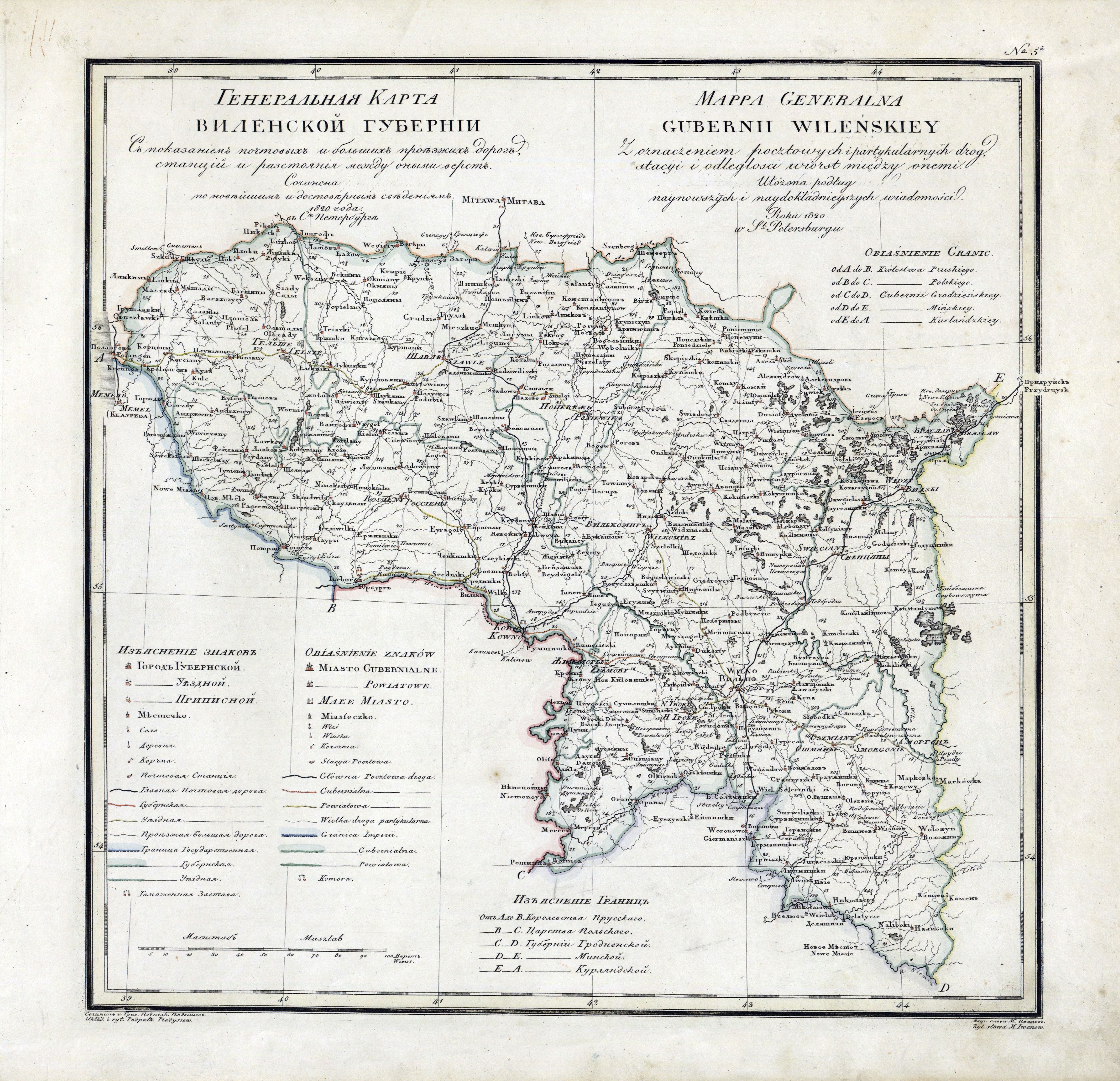
Mapa guberni wileńskiej z 1820 roku – w jej prawym górnym rogu (w części północno-wschodniej) znajduje się powiat brasławski

Po III rozbiorze Polski w 1795 roku i likwidacji podziału administracyjnego Rzeczypospolitej, w tym województwa brasławskiego ze stolicą w Brasławiu, utworzonego na sejmie grodzieńskim 23 listopada 1793 roku, władze rosyjskie podzieliły nowo pozyskane ziemie Imperium Rosyjskiego na nowe gubernie. Nowo utworzona gubernia wileńska razem z guberniami kowieńską, grodzieńską, mińską, mohylewską oraz witebską tworzyła Kraj Północno-Zachodni (teren byłego Wielkiego Księstwa Litewskiego). 24 października 1795 roku została podzielona na powiaty (ujezdy): brasławski, wileński, wiłkomierski, zawilejski, kowieński, oszmiański, rosieński, telszewski, trocki, upicki (poniewieski) i szawelski.
W czasie reform administracyjnych cara Pawła I ukazem z 12 września 1796 roku (który wszedł w życie w 1797 roku) gubernię wileńską połączono z gubernią słonimską w jedną gubernię litewską z siedzibą w Wilnie. Kilka lat później, już za Aleksandra I, gubernia litewska w 1801 roku została podzielona na wileńską (do 1840 roku była nazywana litewsko-wileńską) oraz grodzieńską (dawniej gubernia słonimska). Od 1819 roku gubernia wileńska pozostawała pod naczelnym zarządem administracyjnym wielkiego księcia Konstantego.
W latach 1801–1808 siedzibą powiatu był Brasław, następnie, po pożarze miasta, do 1836 roku – Widze.

## Powiat nowoaleksandrowski
W roku 1835 władze carskie zmieniły (od początku 1836 roku) nazwę powiatu brasławskiego na nowoaleksandrowski. W roku 1836 przemianowano też miasteczko Jeziorosy na Nowoaleksandrowsk i przeniesiono do niego siedzibę władz powiatu.
Decyzją cara Mikołaja I z 18 grudnia?/30 grudnia 1842 roku w dniu 1 lipca?/13 lipca 1843 roku powiat nowoaleksadrowski, po dodaniu do niego części powiatu wiłkomierskiego, wszedł w skład guberni kowieńskiej. Pod względem etnograficznym dzielił się na dwie części: zachodnią (dawny powiat wiłkomierski), zdominowany przez ludność pochodzenia litewskiego i wschodnią (dawny powiat brasławski), ze znaczącą ilością ludności pochodzenia polskiego, łotewskiego oraz białoruskiego.